# Миллс, Саманта
Саманта Миллс (англ. Samantha Mills, род. 23 марта 1992, Аделаида, Австралия) — австралийская прыгунья в воду. Бронзовый призёр чемпионата мира 2015, чемпионка и серебряный призёр Универсиады 2013 в Казани. Специализируется в прыжках с трёхметрового и метрового трамплина.

## Биография
Саманта перед тем, как перешла в прыжки в воду, занималась гимнастикой и прыжками с шестом.
В 2013 году австралийка добилась первых успехов в прыжках в воду: на Универсиаде в Казани она выиграла золотую медаль в соревнованиях на метровом трамплине, а со своей напарницей Эстер Цинь стала второй в синхронных прыжках с трёхметрового трамплина.
В 2015 году Сэм впервые выступила на чемпионатах мира и достигла хороших результатов: она выиграла с Эстер Цинь бронзовую медаль в синхронных прыжках с трамплина, опередив украинок в борьбе за третье место на 1,35 балла.